# Holger Gasse

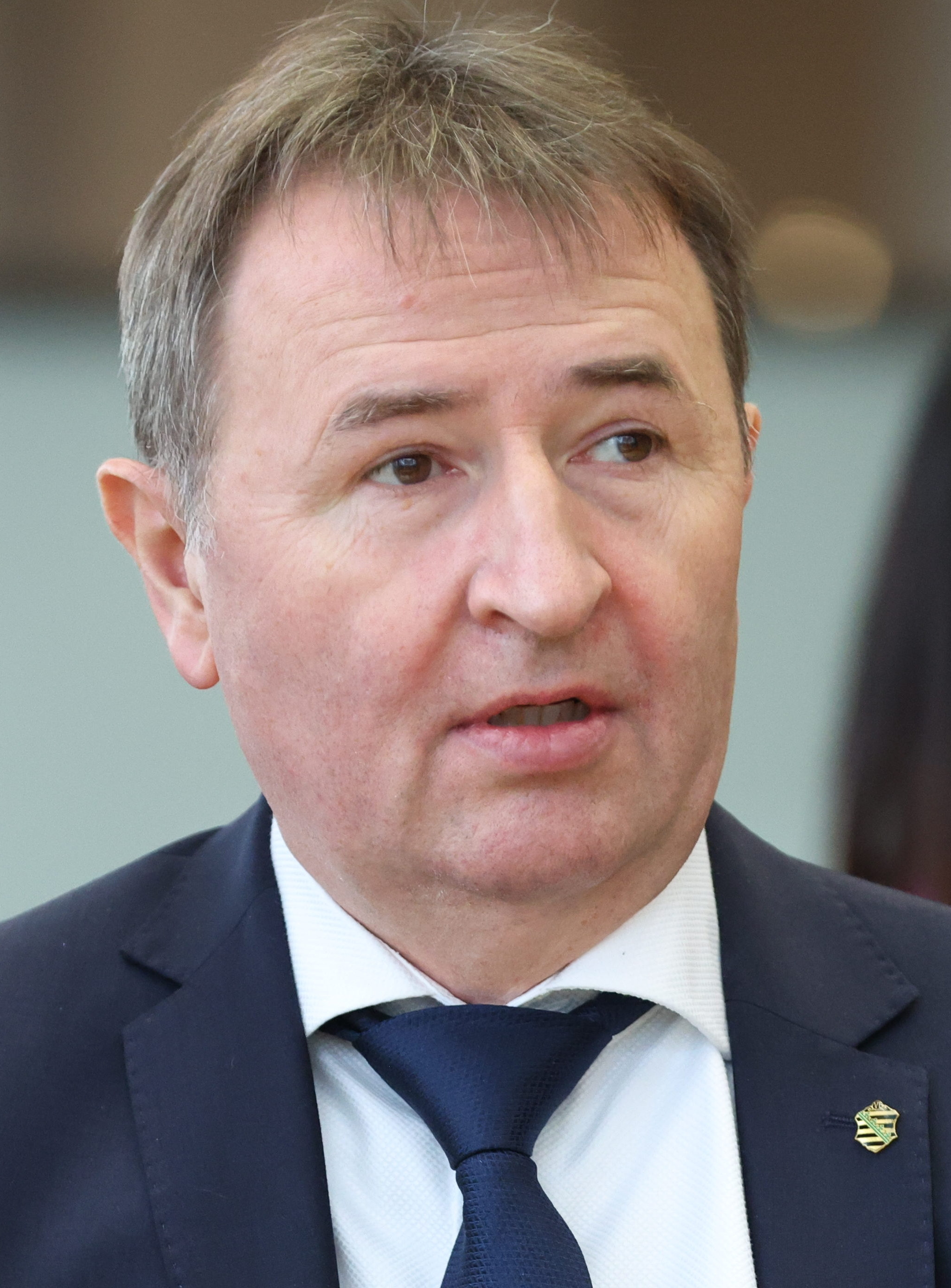
Holger Gasse (2024)

Holger Gasse (* 27. Mai 1969 in Leipzig) ist ein deutscher Politiker (CDU). Seit 2014 ist er Abgeordneter des Sächsischen Landtages. 

## Beruf und Ehrenamt

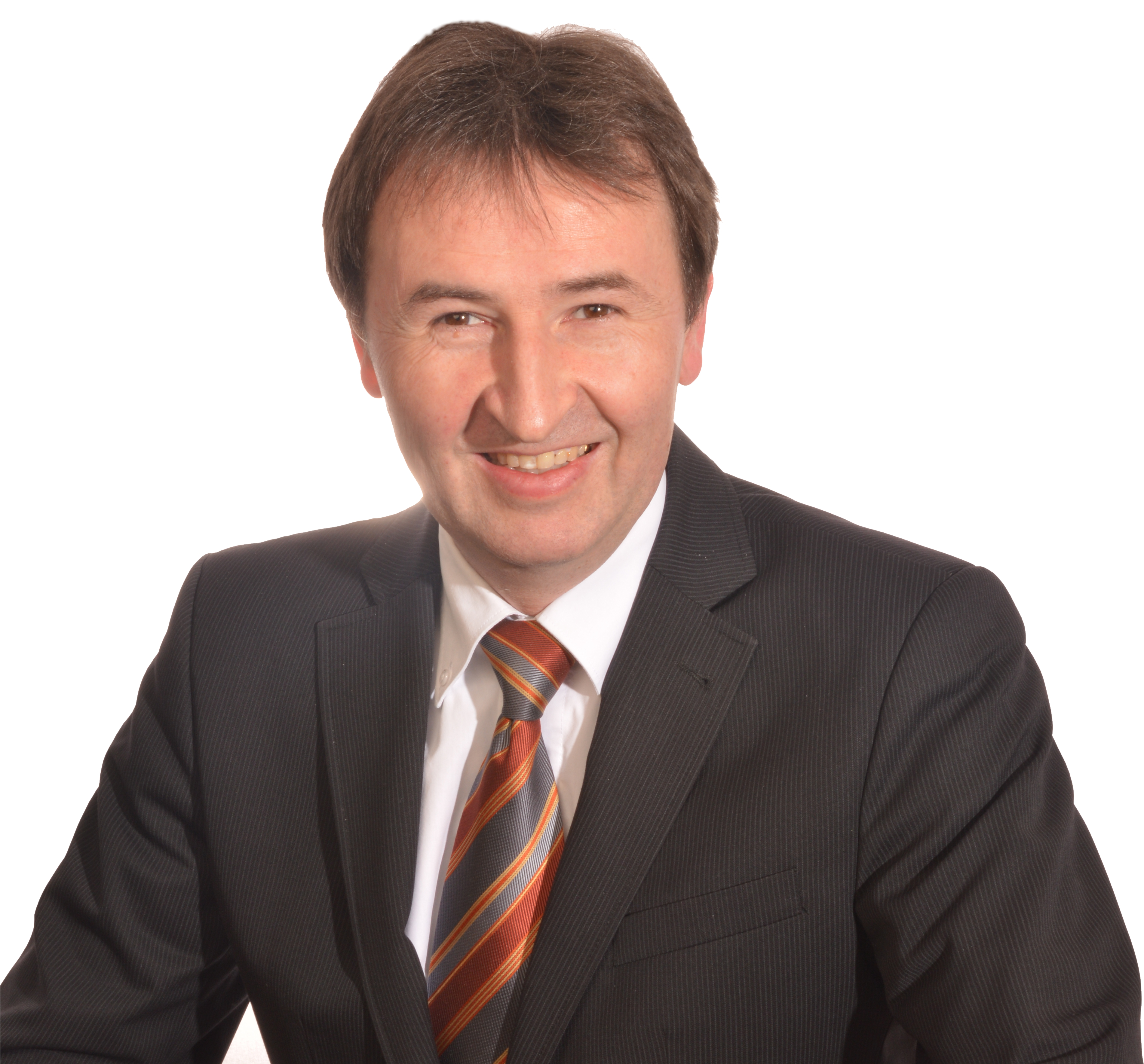
Holger Gasse

Gasse besuchte von 1983 bis 1987 die Erweiterte Oberschule Georgi Dimitrow in Leipzig und legte dort sein Abitur mit der Spezialisierung Fremdsprachen ab. Von 1987 bis 1988 leistete er seinen Wehrdienst als Panzerjäger bei der Nationalen Volksarmee und studierte im Anschluss daran von 1989 bis 1992 an der Technischen Hochschule Leipzig im Studienfach Automatisierungstechnik und Technische Kybernetik. 1992 machte er sich als Gastronom selbständig und bildete sich 2009/10 bei der Handwerkskammer Leipzig zum Betriebswirt fort. Zwischen 2010 und 2013 absolvierte er ein Postgraduales Studium an der Hochschule Zittau/Görlitz mit dem Abschluss als Bachelor of Arts in Unternehmensführung.
Er ist Gründungsmitglied des Bürgervereins Sellerhausen-Stünz.
Seit 2003 ist Gasse Mitglied der CDU. Von 2007 bis 2013 war er stellvertretender Vorsitzender des CDU-Ortsvereins Leipzig-Ost.

## Wahlämter
Bei den Kommunalwahlen in Sachsen 2004 wurde er erstmals in den Stadtrat von Leipzig gewählt, war dort von 2009 bis 2014 stellvertretender Vorsitzender des Rechnungsprüfungsausschusses der Stadt und bis 2015 auch Aufsichtsrat der Leipziger Wohnungs- und Baugesellschaft mbH. Zeitgleich war er von 2009 bis 2014 Ortschaftsrat der Ortschaft Leipzig-Mölkau.
Bei der Landtagswahl in Sachsen 2014 gewann Gasse mit 32,8 % das Direktmandat im Wahlkreis Leipzig 7, zog als Abgeordneter in den Landtag ein und legte seine kommunalpolitischen Mandate nieder. Er ist dort Mitglied im Ausschuss für Schule und Sport sowie im Petitionsausschuss.
Bei der Landtagswahl in Sachsen 2019 wurde er im Wahlkreis Leipzig 7 mit 26,3 Prozent der Direktstimmen wieder zum Wahlkreisabgeordneten gewählt und konnte so seine Arbeit in den bisherigen Ausschüssen fortsetzen.
Bei der Landtagswahl in Sachsen 2024 erreichte er im neu gebildeten Wahlkreis Leipzig 8 mit 32,0 % das beste Erststimmenergebnis und zog damit abermals als direkt gewählter Abgeordneter in den Sächsischen Landtag ein.

## Belege
1. ↑  Landtagswahl Sachsen 2019 Ergebnisse Wahlkreis Leipzig 7 (Memento des Originals vom 2. September 2019 im Internet Archive)  Info: Der Archivlink wurde automatisch eingesetzt und noch nicht geprüft. Bitte prüfe Original- und Archivlink gemäß Anleitung und entferne dann diesen Hinweis., abgerufen am 2. September 2019

| Personendaten    | Personendaten                  |
| ---------------- | ------------------------------ |
| NAME             | Gasse, Holger                  |
| KURZBESCHREIBUNG | deutscher Politiker (CDU), MdL |
| GEBURTSDATUM     | 27. Mai 1969                   |
| GEBURTSORT       | Leipzig                        |